# Dendrobium fililobum
Dendrobium fililobum är en orkidéart som beskrevs av Ferdinand von Mueller. Dendrobium fililobum ingår i släktet Dendrobium, och familjen orkidéer. Inga underarter finns listade i Catalogue of Life.